# 크라쿠프 주교궁 (키엘체)

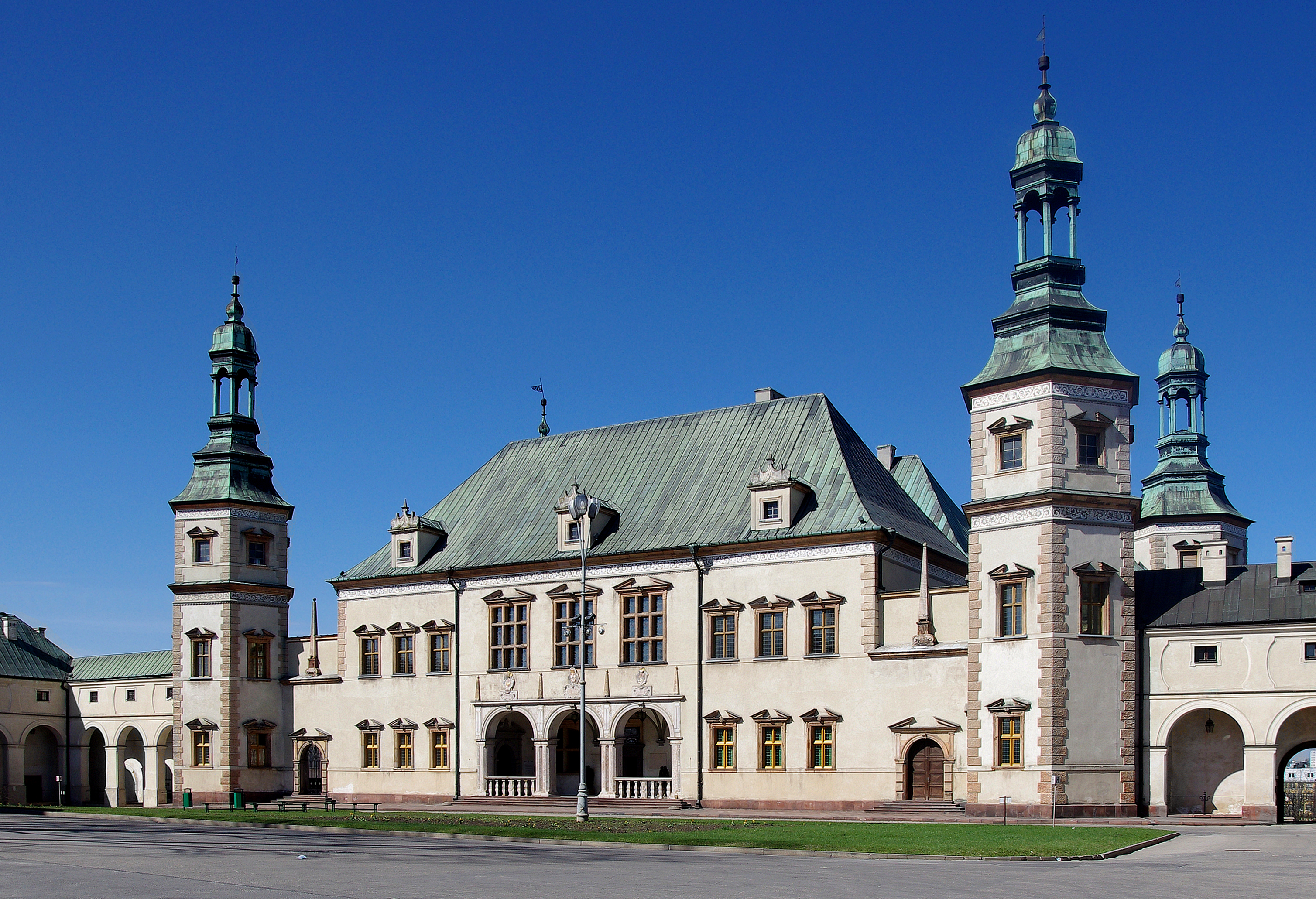
크라쿠프 주교궁

크라쿠프 주교궁(폴란드어: Pałac Biskupów Krakowskich w Kielcach)은 폴란드 시비엥토크시스키에주 키엘체에 있는 궁전이다. 17세기에 크라쿠프 주교의 여름 별장으로 지어졌다. 건축 양식은 폴란드와 이탈리아 전통을 독특하게 혼합한 것이며, 창립자의 정치적 야망을 반영하고 있다. 현재 이 궁전에는 키엘체 국립박물관이 들어서 있다.